# 孫洪 (景泰進士)
孫洪（1424年—1488年），字伯大，山東萊州府昌邑縣人，明朝政治人物。同進士出身。

## 生平
山東鄉試第四十四名舉人。景泰五年（1454年）甲戌科進士。授兵部主事，遷郎中。丁憂服闋，改禮部祠祭司郎中。成化間，歷升河南右參政，河南右布政使，轉左。遷都察院右副都御史、巡撫大同。以威寧海於之捷，進左副都御史。再進右都御史、巡撫河南，任內興修水利，又奏停王府織造，因此遭怨，被周王府儀賓劉宣所奏下獄，不久命致仕，弘治元年（1488年）卒。

## 家族
曾祖孫思恭，贈禮部郎中。祖父孫恕，曾任禮部郎中。父孫祥。